# سیرانو دو برژراک (فیلم ۱۹۰۰)
سیرانو دو برژراک (انگلیسی: Cyrano de Bergerac) عنوان فیلم کوتاه و صامت فرانسوی است که در سال ۱۹۰۰ ساخته شد. کارگردان این فیلم کلمنت موریس است. شرکت سازنده این فیلم سیاه و سفید، «فونو سینما تیاتر» می‌باشد.